# Seven de Hong Kong 2018
El Seven de Hong Kong 2018 fue la cuadragésima tercera edición del Seven de Hong Kong y la séptima etapa de la Serie Mundial de Rugby 7 2017-18. Se realizó entre los días 6 y 8 de abril de 2018 en el Hong Kong Stadium de Hong Kong.

## Formato
Se dividen en cuatro grupos de cuatro equipos, cada grupo se resuelve con el sistema de todos contra todos a una sola ronda; la victoria otorga 3 puntos, el empate 2 y la derrota 1 punto.
Los dos equipos con más puntos en cada grupo avanzan a cuartos de final de la Copa. Los cuatro ganadores avanzan a semifinales de la Copa, y los cuatro perdedores a semifinales por el quinto puesto.
Los dos equipos con menos puntos en cada grupo avanzan a cuartos de final de la challenge trophy. Los cuatro ganadores avanzan a semifinales de la challenge trophy, y los cuatro perdedores a semifinales del decimotercer puesto.

## Equipos participantes
Como selección invitada se suma Corea del Sur al haber sido invitado por la World Rugby como el decimosexto equipo en Hong Kong.
| - Argentina - Australia - Canadá - Corea del Sur | - Escocia - España - Estados Unidos - Fiyi | - Francia - Gales - Inglaterra - Kenia | - Nueva Zelanda - Rusia - Samoa - Sudáfrica |

## Resultados

### Fase de grupos
- Todos los horarios corresponden al huso horario local: UTC+8.[1]

#### Grupo A
| Pos | Países        | Pts | Partidos | Partidos | Partidos | Partidos | Tantos | Tantos | Tantos |
| Pos | Países        | Pts | J        | G        | E        | P        | PF     | PC     | DP     |
| --- | ------------- | --- | -------- | -------- | -------- | -------- | ------ | ------ | ------ |
| 1   | Fiyi          | 9   | 3        | 3        | 0        | 0        | 117    | 33     | +84    |
| 2   | Nueva Zelanda | 7   | 3        | 2        | 0        | 1        | 62     | 67     | -5     |
| 3   | Samoa         | 5   | 3        | 1        | 0        | 2        | 52     | 69     | -17    |
| 4   | Rusia         | 3   | 3        | 0        | 0        | 3        | 38     | 100    | -62    |

|  | Avanzan a cuartos de final. |

| 6 de abril, 20:18 | Nueva Zelanda | 36 - 5 | Rusia | Hong Kong Stadium, Hong Kong |  |

| 6 de abril, 20:43 | Fiyi | 31 - 12 | Samoa | Hong Kong Stadium, Hong Kong |  |

| 7 de abril, 13:32 | Nueva Zelanda | 19 - 12 | Samoa | Hong Kong Stadium, Hong Kong |  |

| 7 de abril, 13:54 | Fiyi | 36 - 14 | Rusia | Hong Kong Stadium, Hong Kong |  |

| 7 de abril, 17:32 | Rusia | 19 - 28 | Samoa | Hong Kong Stadium, Hong Kong |  |

| 7 de abril, 17:54 | Fiyi | 50 - 7 | Nueva Zelanda | Hong Kong Stadium, Hong Kong |  |

#### Grupo B
| Pos | Países    | Pts | Partidos | Partidos | Partidos | Partidos | Tantos | Tantos | Tantos |
| Pos | Países    | Pts | J        | G        | E        | P        | PF     | PC     | DP     |
| --- | --------- | --- | -------- | -------- | -------- | -------- | ------ | ------ | ------ |
| 1   | Kenia     | 7   | 3        | 2        | 0        | 1        | 85     | 38     | +47    |
| 2   | España    | 7   | 3        | 2        | 0        | 1        | 34     | 50     | -16    |
| 3   | Canadá    | 5   | 3        | 1        | 0        | 2        | 56     | 64     | -8     |
| 4   | Australia | 5   | 3        | 1        | 0        | 2        | 54     | 77     | -23    |

|  | Avanzan a cuartos de final. |

| 6 de abril, 19:32 | Australia | 12 - 17 | España | Hong Kong Stadium, Hong Kong |  |

| 6 de abril, 19:54 | Kenia | 33 - 10 | Canadá | Hong Kong Stadium, Hong Kong |  |

| 7 de abril, 12:48 | Australia | 14 - 34 | Canadá | Hong Kong Stadium, Hong Kong |  |

| 7 de abril, 13:10 | Kenia | 26 - 0 | España | Hong Kong Stadium, Hong Kong |  |

| 7 de abril, 16:48 | España | 17 - 12 | Canadá | Hong Kong Stadium, Hong Kong |  |

| 7 de abril, 17:10 | Kenia | 26 - 28 | Australia | Hong Kong Stadium, Hong Kong |  |

#### Grupo C
| Pos | Países        | Pts | Partidos | Partidos | Partidos | Partidos | Tantos | Tantos | Tantos |
| Pos | Países        | Pts | J        | G        | E        | P        | PF     | PC     | DP     |
| --- | ------------- | --- | -------- | -------- | -------- | -------- | ------ | ------ | ------ |
| 1   | Sudáfrica     | 9   | 3        | 3        | 0        | 0        | 109    | 32     | +77    |
| 2   | Escocia       | 7   | 3        | 2        | 0        | 1        | 100    | 57     | +43    |
| 3   | Inglaterra    | 5   | 3        | 1        | 0        | 2        | 81     | 62     | +19    |
| 4   | Corea del Sur | 3   | 3        | 0        | 0        | 3        | 14     | 153    | -139   |

|  | Avanzan a cuartos de final. |

| 6 de abril, 18:48 | Inglaterra | 19 - 22 | Escocia | Hong Kong Stadium, Hong Kong |  |

| 6 de abril, 19:10 | Sudáfrica | 45 - 0 | Corea del Sur | Hong Kong Stadium, Hong Kong |  |

| 7 de abril, 12:00 | Inglaterra | 47 - 7 | Corea del Sur | Hong Kong Stadium, Hong Kong |  |

| 7 de abril, 12:22 | Sudáfrica | 31 - 17 | Escocia | Hong Kong Stadium, Hong Kong |  |

| 7 de abril, 16:00 | Escocia | 61 - 7 | Corea del Sur | Hong Kong Stadium, Hong Kong |  |

| 7 de abril, 16:26 | Sudáfrica | 33 - 15 | Inglaterra | Hong Kong Stadium, Hong Kong |  |

#### Grupo D
| Pos | Países         | Pts | Partidos | Partidos | Partidos | Partidos | Tantos | Tantos | Tantos |
| Pos | Países         | Pts | J        | G        | E        | P        | PF     | PC     | DP     |
| --- | -------------- | --- | -------- | -------- | -------- | -------- | ------ | ------ | ------ |
| 1   | Estados Unidos | 8   | 3        | 2        | 1        | 0        | 102    | 46     | +56    |
| 2   | Argentina      | 7   | 3        | 2        | 0        | 1        | 79     | 55     | +24    |
| 3   | Gales          | 5   | 3        | 1        | 0        | 2        | 34     | 85     | -51    |
| 4   | Francia        | 4   | 3        | 0        | 1        | 2        | 45     | 74     | -29    |

|  | Avanzan a cuartos de final. |

| 6 de abril, 18:00 | Argentina | 31 - 10 | Gales | Hong Kong Stadium, Hong Kong |  |

| 6 de abril, 18:24 | Estados Unidos | 24 - 24 | Francia | Hong Kong Stadium, Hong Kong |  |

| 7 de abril, 11:14 | Argentina | 31 - 14 | Francia | Hong Kong Stadium, Hong Kong |  |

| 7 de abril, 11:38 | Estados Unidos | 47 - 5 | Gales | Hong Kong Stadium, Hong Kong |  |

| 7 de abril, 15:16 | Gales | 19 - 7 | Francia | Hong Kong Stadium, Hong Kong |  |

| 7 de abril, 15:38 | Estados Unidos | 31 - 17 | Argentina | Hong Kong Stadium, Hong Kong |  |

### Etapa eliminatoria

#### Copa de oro
|  | Cuartos de final | Cuartos de final | Cuartos de final |           |               | Semifinales   | Semifinales | Semifinales |           |              | Copa de oro   | Copa de oro   | Copa de oro |  |
|  |                  |                  |                  |           |               |               |             |             |           |              |               |               |             |  |
|  |                  |                  |                  |           |               |               |             |             |           |              |               |               |             |  |
|  | Fiyi             | Fiyi             | 40               |           |               |               |             |             |           |              |               |               |             |  |
|  | Fiyi             | Fiyi             | 40               |           |               |               |             |             |           |              |               |               |             |  |
|  | Argentina        | Argentina        | 14               |           |               |               |             |             |           |              |               |               |             |  |
|  | Argentina        | Argentina        | 14               |           | Fiyi          | Fiyi          | 26          |             |           |              |               |               |             |  |
|  |                  |                  |                  |           | Fiyi          | Fiyi          | 26          |             |           |              |               |               |             |  |
|  |                  |                  | Sudáfrica        | Sudáfrica | 24            |               |             |             |           |              |               |               |             |  |
|  | Sudáfrica        | Sudáfrica        | Sudáfrica        | Sudáfrica | 24            | 38            |             |             |           |              |               |               |             |  |
|  | Sudáfrica        | Sudáfrica        |                  |           |               |               |             |             |           |              |               |               |             |  |
|  | España           | España           | 5                |           |               |               |             |             |           |              |               |               |             |  |
|  | España           | España           | 5                |           |               |               |             |             |           | Fiyi         | Fiyi          | 24            |             |  |
|  |                  |                  |                  |           |               |               |             |             |           | Fiyi         | Fiyi          | 24            |             |  |
|  |                  |                  | Kenia            | Kenia     | 12            |               |             |             |           |              |               |               |             |  |
|  | Estados Unidos   | Estados Unidos   | Kenia            | Kenia     | 12            | 7             |             |             |           |              |               |               |             |  |
|  | Estados Unidos   | Estados Unidos   |                  |           |               |               |             |             |           |              |               |               |             |  |
|  | Nueva Zelanda    | Nueva Zelanda    | 35               |           |               |               |             |             |           |              |               |               |             |  |
|  | Nueva Zelanda    | Nueva Zelanda    | 35               |           | Nueva Zelanda | Nueva Zelanda | 12          |             |           | Tercer lugar | Tercer lugar  | Tercer lugar  |             |  |
|  |                  |                  |                  |           | Nueva Zelanda | Nueva Zelanda | 12          |             |           | Tercer lugar | Tercer lugar  | Tercer lugar  |             |  |
|  |                  |                  | Kenia            | Kenia     | 21            |               |             |             |           |              |               |               |             |  |
|  | Kenia            | Kenia            | Kenia            | Kenia     | 21            | 19            |             |             | Sudáfrica | Sudáfrica    | 24            |               |             |  |
|  | Kenia            | Kenia            |                  |           |               |               |             |             | Sudáfrica | Sudáfrica    | 24            |               |             |  |
|  | Escocia          | Escocia          | 12               |           |               |               |             |             |           |              | Nueva Zelanda | Nueva Zelanda | 7           |  |
|  | Escocia          | Escocia          | 12               |           |               |               |             |             |           |              | Nueva Zelanda | Nueva Zelanda | 7           |  |
|  |                  |                  |                  |           |               |               |             |             |           |              |               |               |             |  |

##### Cuartos de final
| 8 de abril, 10:58 | Fiyi | 40 - 14 | Argentina | Hong Kong Stadium, Hong Kong |  |

| 8 de abril, 11:20 | Sudáfrica | 38 - 5 | España | Hong Kong Stadium, Hong Kong |  |

| 8 de abril, 11:42 | Estados Unidos | 7 - 35 | Nueva Zelanda | Hong Kong Stadium, Hong Kong |  |

| 8 de abril, 12:07 | Kenia | 19 - 12 | Escocia | Hong Kong Stadium, Hong Kong |  |

##### Semifinales
| 8 de abril, 15:41 | Fiyi | 26 - 24 | Sudáfrica | Hong Kong Stadium, Hong Kong |  |

| 8 de abril, 16:03 | Nueva Zelanda | 12 - 21 | Kenia | Hong Kong Stadium, Hong Kong |  |

##### Tercer puesto
| 8 de abril, 18:30 | Sudáfrica | 24 - 7 | Nueva Zelanda | Hong Kong Stadium, Hong Kong |  |

##### Final
| 8 de abril, 19:00 | Fiyi | 24 - 12 | Kenia | Hong Kong Stadium, Hong Kong |  |

| Bandera de Fiyi         |
| Campeón Fiyi            |
| 3.º título del circuito |

#### Quinto puesto
|  | Semifinales    | Semifinales    | Semifinales    |                |           | Quinto puesto | Quinto puesto | Quinto puesto |  |
|  |                |                |                |                |           |               |               |               |  |
|  |                |                |                |                |           |               |               |               |  |
|  | Argentina      | Argentina      | 14             |                |           |               |               |               |  |
|  | Argentina      | Argentina      | 14             |                |           |               |               |               |  |
|  | España         | España         | 12             |                |           |               |               |               |  |
|  | España         | España         | 12             |                | Argentina | Argentina     | 14            |               |  |
|  |                |                |                |                | Argentina | Argentina     | 14            |               |  |
|  |                |                | Estados Unidos | Estados Unidos | 12        |               |               |               |  |
|  | Estados Unidos | Estados Unidos | Estados Unidos | Estados Unidos | 12        | 19            |               |               |  |
|  | Estados Unidos | Estados Unidos |                |                |           | 19            |               |               |  |
|  | Escocia        | Escocia        | 15             |                |           |               |               |               |  |
|  | Escocia        | Escocia        | 15             |                |           |               |               |               |  |
|  |                |                |                |                |           |               |               |               |  |

#### Challenge trophy
|  | Eliminatoria  | Eliminatoria  | Eliminatoria |           |         | Semifinales | Semifinales | Semifinales |  |         | Challenge trophy | Challenge trophy | Challenge trophy |  |
|  |               |               |              |           |         |             |             |             |  |         |                  |                  |                  |  |
|  |               |               |              |           |         |             |             |             |  |         |                  |                  |                  |  |
|  | Samoa         | Samoa         | 0            |           |         |             |             |             |  |         |                  |                  |                  |  |
|  | Samoa         | Samoa         | 0            |           |         |             |             |             |  |         |                  |                  |                  |  |
|  | Francia       | Francia       | 38           |           |         |             |             |             |  |         |                  |                  |                  |  |
|  | Francia       | Francia       | 38           |           | Francia | Francia     | 24          |             |  |         |                  |                  |                  |  |
|  |               |               |              |           | Francia | Francia     | 24          |             |  |         |                  |                  |                  |  |
|  |               |               | Australia    | Australia | 12      |             |             |             |  |         |                  |                  |                  |  |
|  | Inglaterra    | Inglaterra    | Australia    | Australia | 12      | 14          |             |             |  |         |                  |                  |                  |  |
|  | Inglaterra    | Inglaterra    |              |           |         |             |             |             |  |         |                  |                  |                  |  |
|  | Australia     | Australia     | 17           |           |         |             |             |             |  |         |                  |                  |                  |  |
|  | Australia     | Australia     | 17           |           |         |             |             |             |  | Francia | Francia          | 33               |                  |  |
|  |               |               |              |           |         |             |             |             |  | Francia | Francia          | 33               |                  |  |
|  |               |               | Canadá       | Canadá    | 7       |             |             |             |  |         |                  |                  |                  |  |
|  | Gales         | Gales         | Canadá       | Canadá    | 7       | 7           |             |             |  |         |                  |                  |                  |  |
|  | Gales         | Gales         |              |           |         |             |             |             |  |         |                  |                  |                  |  |
|  | Rusia         | Rusia         | 15           |           |         |             |             |             |  |         |                  |                  |                  |  |
|  | Rusia         | Rusia         | 15           |           | Rusia   | Rusia       | 12          |             |  |         |                  |                  |                  |  |
|  |               |               |              |           | Rusia   | Rusia       | 12          |             |  |         |                  |                  |                  |  |
|  |               |               | Canadá       | Canadá    | 19      |             |             |             |  |         |                  |                  |                  |  |
|  | Canadá        | Canadá        | Canadá       | Canadá    | 19      | 45          |             |             |  |         |                  |                  |                  |  |
|  | Canadá        | Canadá        |              |           |         |             |             |             |  |         |                  |                  |                  |  |
|  | Corea del Sur | Corea del Sur | 0            |           |         |             |             |             |  |         |                  |                  |                  |  |
|  | Corea del Sur | Corea del Sur | 0            |           |         |             |             |             |  |         |                  |                  |                  |  |
|  |               |               |              |           |         |             |             |             |  |         |                  |                  |                  |  |

#### Decimotercer puesto
|  | Semifinales   | Semifinales   | Semifinales |       |       | Decimotercer puesto | Decimotercer puesto | Decimotercer puesto |  |
|  |               |               |             |       |       |                     |                     |                     |  |
|  |               |               |             |       |       |                     |                     |                     |  |
|  | Samoa         | Samoa         | 33          |       |       |                     |                     |                     |  |
|  | Samoa         | Samoa         | 33          |       |       |                     |                     |                     |  |
|  | Inglaterra    | Inglaterra    | 10          |       |       |                     |                     |                     |  |
|  | Inglaterra    | Inglaterra    | 10          |       | Samoa | Samoa               | 5                   |                     |  |
|  |               |               |             |       | Samoa | Samoa               | 5                   |                     |  |
|  |               |               | Gales       | Gales | 33    |                     |                     |                     |  |
|  | Gales         | Gales         | Gales       | Gales | 33    | 49                  |                     |                     |  |
|  | Gales         | Gales         |             |       |       | 49                  |                     |                     |  |
|  | Corea del Sur | Corea del Sur | 5           |       |       |                     |                     |                     |  |
|  | Corea del Sur | Corea del Sur | 5           |       |       |                     |                     |                     |  |
|  |               |               |             |       |       |                     |                     |                     |  |

## Posiciones finales
| Pos               | Equipo         |
| ----------------- | -------------- |
| Medalla de oro    | Fiyi           |
| Medalla de plata  | Kenia          |
| Medalla de bronce | Sudáfrica      |
| 4                 | Nueva Zelanda  |
| 5                 | Argentina      |
| 6                 | Estados Unidos |
| 7                 | España         |
| 7                 | Escocia        |
| 9                 | Francia        |
| 10                | Canadá         |
| 11                | Australia      |
| 11                | Rusia          |
| 13                | Gales          |
| 14                | Samoa          |
| 15                | Inglaterra     |
| 15                | Corea del Sur  |

## Clasificatorio Serie Mundial 2018-19

### Formato
Se dividen en tres grupos de cuatro equipos, cada grupo se resuelve con el sistema de todos contra todos a una sola ronda; la victoria otorga 3 puntos, el empate 2 y la derrota 1 punto.
Los dos equipos con más puntos en cada grupo y los dos mejores terceros avanzan a cuartos de final.

### Equipos participantes
Clasificaron para este torneo los dos mejores equipos de cada continente salvo aquellos que ya participan en la serie mundial.
| - Alemania - Chile - Georgia - Hong Kong | - Irlanda - Islas Cook - Jamaica - Japón | - Papúa Nueva Guinea - Uganda - Uruguay - Zimbabue |

### Fase de grupos
- Todos los horarios corresponden al huso horario local: UTC+8.[3]

#### Grupo E
| Pos | Países  | Pts | Partidos | Partidos | Partidos | Partidos | Tantos | Tantos | Tantos |
| Pos | Países  | Pts | J        | G        | E        | P        | PF     | PC     | DP     |
| --- | ------- | --- | -------- | -------- | -------- | -------- | ------ | ------ | ------ |
| 1   | Chile   | 7   | 3        | 2        | 0        | 1        | 58     | 29     | +29    |
| 2   | Japón   | 7   | 3        | 2        | 0        | 1        | 60     | 39     | +21    |
| 3   | Uganda  | 7   | 3        | 2        | 0        | 1        | 50     | 44     | +6     |
| 4   | Georgia | 3   | 3        | 0        | 0        | 3        | 25     | 81     | -56    |

|  | Avanzan a cuartos de final del clasificatorio. |

| 6 de abril, 12:42 | Uganda | 14 - 10 | Chile | Hong Kong Stadium, Hong Kong |  |

| 6 de abril, 13:04 | Japón | 26 - 10 | Georgia | Hong Kong Stadium, Hong Kong |  |

| 6 de abril, 15:40 | Uganda | 26 - 10 | Georgia | Hong Kong Stadium, Hong Kong |  |

| 6 de abril, 16:02 | Japón | 10 - 19 | Chile | Hong Kong Stadium, Hong Kong |  |

| 7 de abril, 9:44 | Chile | 29 - 5 | Georgia | Hong Kong Stadium, Hong Kong |  |

| 7 de abril, 10:06 | Japón | 24 - 10 | Uganda | Hong Kong Stadium, Hong Kong |  |

#### Grupo F
| Pos | Países             | Pts | Partidos | Partidos | Partidos | Partidos | Tantos | Tantos | Tantos |
| Pos | Países             | Pts | J        | G        | E        | P        | PF     | PC     | DP     |
| --- | ------------------ | --- | -------- | -------- | -------- | -------- | ------ | ------ | ------ |
| 1   | Alemania           | 9   | 3        | 3        | 0        | 0        | 77     | 26     | +51    |
| 2   | Hong Kong          | 5   | 3        | 1        | 0        | 2        | 52     | 50     | +2     |
| 3   | Zimbabue           | 5   | 3        | 1        | 0        | 2        | 38     | 56     | -18    |
| 4   | Papúa Nueva Guinea | 5   | 3        | 1        | 0        | 2        | 39     | 74     | -35    |

|  | Avanzan a cuartos de final del clasificatorio. |

| 6 de abril, 13:26 | Alemania | 14 - 12 | Hong Kong | Hong Kong Stadium, Hong Kong |  |

| 6 de abril, 13:48 | Papúa Nueva Guinea | 10 - 17 | Zimbabue | Hong Kong Stadium, Hong Kong |  |

| 6 de abril, 16:28 | Alemania | 27 - 7 | Zimbabue | Hong Kong Stadium, Hong Kong |  |

| 6 de abril, 16:50 | Papúa Nueva Guinea | 22 - 21 | Hong Kong | Hong Kong Stadium, Hong Kong |  |

| 7 de abril, 10:28 | Hong Kong | 19 - 14 | Zimbabue | Hong Kong Stadium, Hong Kong |  |

| 7 de abril, 10:50 | Papúa Nueva Guinea | 7 - 36 | Alemania | Hong Kong Stadium, Hong Kong |  |

#### Grupo G
| Pos | Países     | Pts | Partidos | Partidos | Partidos | Partidos | Tantos | Tantos | Tantos |
| Pos | Países     | Pts | J        | G        | E        | P        | PF     | PC     | DP     |
| --- | ---------- | --- | -------- | -------- | -------- | -------- | ------ | ------ | ------ |
| 1   | Irlanda    | 9   | 3        | 3        | 0        | 0        | 103    | 5      | +98    |
| 2   | Uruguay    | 7   | 3        | 2        | 0        | 1        | 60     | 41     | +19    |
| 3   | Jamaica    | 5   | 3        | 1        | 0        | 2        | 26     | 67     | -41    |
| 4   | Islas Cook | 3   | 3        | 0        | 0        | 3        | 24     | 100    | -76    |

|  | Avanzan a cuartos de final del clasificatorio. |

| 6 de abril, 11:58 | Uruguay | 22 - 5 | Jamaica | Hong Kong Stadium, Hong Kong |  |

| 6 de abril, 12:20 | Irlanda | 41 - 5 | Islas Cook | Hong Kong Stadium, Hong Kong |  |

| 6 de abril, 14:56 | Uruguay | 38 - 0 | Islas Cook | Hong Kong Stadium, Hong Kong |  |

| 6 de abril, 15:18 | Irlanda | 26 - 0 | Jamaica | Hong Kong Stadium, Hong Kong |  |

| 7 de abril, 9:00 | Jamaica | 21 - 19 | Islas Cook | Hong Kong Stadium, Hong Kong |  |

| 7 de abril, 9:22 | Irlanda | 36 - 0 | Uruguay | Hong Kong Stadium, Hong Kong |  |

### Etapa eliminatoria

#### Fase final
|  | Cuartos de final clasificatorio | Cuartos de final clasificatorio | Cuartos de final clasificatorio |         |          | Semifinales clasificatorio | Semifinales clasificatorio | Semifinales clasificatorio |  |          | Final clasificatorio | Final clasificatorio | Final clasificatorio |  |
|  |                                 |                                 |                                 |         |          |                            |                            |                            |  |          |                      |                      |                      |  |
|  |                                 |                                 |                                 |         |          |                            |                            |                            |  |          |                      |                      |                      |  |
|  | Alemania                        | Alemania                        | 26                              |         |          |                            |                            |                            |  |          |                      |                      |                      |  |
|  | Alemania                        | Alemania                        | 26                              |         |          |                            |                            |                            |  |          |                      |                      |                      |  |
|  | Uganda                          | Uganda                          | 0                               |         |          |                            |                            |                            |  |          |                      |                      |                      |  |
|  | Uganda                          | Uganda                          | 0                               |         | Alemania | Alemania                   | 19                         |                            |  |          |                      |                      |                      |  |
|  |                                 |                                 |                                 |         | Alemania | Alemania                   | 19                         |                            |  |          |                      |                      |                      |  |
|  |                                 |                                 | Chile                           | Chile   | 12       |                            |                            |                            |  |          |                      |                      |                      |  |
|  | Chile                           | Chile                           | Chile                           | Chile   | 12       | 24                         |                            |                            |  |          |                      |                      |                      |  |
|  | Chile                           | Chile                           |                                 |         |          |                            |                            |                            |  |          |                      |                      |                      |  |
|  | Hong Kong                       | Hong Kong                       | 12                              |         |          |                            |                            |                            |  |          |                      |                      |                      |  |
|  | Hong Kong                       | Hong Kong                       | 12                              |         |          |                            |                            |                            |  | Alemania | Alemania             | 14                   |                      |  |
|  |                                 |                                 |                                 |         |          |                            |                            |                            |  | Alemania | Alemania             | 14                   |                      |  |
|  |                                 |                                 | Japón                           | Japón   | 19       |                            |                            |                            |  |          |                      |                      |                      |  |
|  | Japón                           | Japón                           | Japón                           | Japón   | 19       | 26                         |                            |                            |  |          |                      |                      |                      |  |
|  | Japón                           | Japón                           |                                 |         |          |                            |                            |                            |  |          |                      |                      |                      |  |
|  | Uruguay                         | Uruguay                         | 19                              |         |          |                            |                            |                            |  |          |                      |                      |                      |  |
|  | Uruguay                         | Uruguay                         | 19                              |         | Japón    | Japón                      | 12                         |                            |  |          |                      |                      |                      |  |
|  |                                 |                                 |                                 |         | Japón    | Japón                      | 12                         |                            |  |          |                      |                      |                      |  |
|  |                                 |                                 | Irlanda                         | Irlanda | 7        |                            |                            |                            |  |          |                      |                      |                      |  |
|  | Irlanda                         | Irlanda                         | Irlanda                         | Irlanda | 7        | 38                         |                            |                            |  |          |                      |                      |                      |  |
|  | Irlanda                         | Irlanda                         |                                 |         |          |                            |                            |                            |  |          |                      |                      |                      |  |
|  | Zimbabue                        | Zimbabue                        | 5                               |         |          |                            |                            |                            |  |          |                      |                      |                      |  |
|  | Zimbabue                        | Zimbabue                        | 5                               |         |          |                            |                            |                            |  |          |                      |                      |                      |  |
|  |                                 |                                 |                                 |         |          |                            |                            |                            |  |          |                      |                      |                      |  |

##### Cuartos de final clasificatorio
| 7 de abril, 18:18 | Alemania | 26 - 0 | Uganda | Hong Kong Stadium, Hong Kong |  |

| 7 de abril, 18:42 | Chile | 24 - 12 | Hong Kong | Hong Kong Stadium, Hong Kong |  |

| 7 de abril, 19:04 | Japón | 26 - 17 | Uruguay | Hong Kong Stadium, Hong Kong |  |

| 7 de abril, 19:26 | Irlanda | 38 - 5 | Zimbabue | Hong Kong Stadium, Hong Kong |  |

##### Semifinales clasificatorio
| 8 de abril, 12:32 | Alemania | 19 - 12 | Chile | Hong Kong Stadium, Hong Kong |  |

| 8 de abril, 12:54 | Japón | 12 - 7 | Irlanda | Hong Kong Stadium, Hong Kong |  |

##### Final clasificatorio
| 8 de abril, 16:30 | Alemania | 14 - 19 | Japón | Hong Kong Stadium, Hong Kong |  |

| Bandera de Japón                           |
| Clasificado a la serie mundial 18-19 Japón |